# Várkovychi
Várkovychi (ucraniano: Ва́рковичі; polaco: Warkowicze) es un municipio rural y pueblo de Ucrania, perteneciente al raión de Dubno en la óblast de Rivne.
En 2020, el municipio tenía una población de 5438 habitantes, de los cuales algo más de dos mil vivían en la capital municipal homónima y el resto repartidos en once pedanías. El municipio se fundó en 2020 mediante la fusión de los hasta entonces consejos rurales de Várkovychi, Satýyiv y Ozeriany. Además de los tres pueblos citados, el municipio incluye otros nueve: Diádkovychi, Zhórniv, Zeleni Hai, Kvitneve, Kopaný, Krýliv, Mayaky, Nahirne y Olýbiv.
Se conoce la existencia del pueblo en documentos desde 1545. El señorío pertenecía inicialmente a su propia familia noble, para luego pasar a manos de los Ledóchowscy y finalmente a los Mlodzetsky. En 1831, en el marco de las represalias contra el Levantamiento de Noviembre, el territorio se integró en el realengo del Imperio ruso. Se desarrolló notablemente como núcleo comercial a principios del siglo XX, cuando era sede de una vólost en el uyezd de Dubno de la gobernación de Volinia del Imperio ruso. Antes de la formación del actual municipio en 2020, Várkovychi era sede de un consejo rural que únicamente incluía dos pedanías: Zeleni Hai y Krýliv.
El pueblo se ubica unos 20 km al noreste de Dubno, junto a la carretera E40 que lleva a Rivne.